# Asterope howensis
Asterope howensis är en fjärilsart som beskrevs av Otto Staudinger 1886. Asterope howensis ingår i släktet Asterope och familjen praktfjärilar. Inga underarter finns listade i Catalogue of Life.